# Estradiolbenzoat
Estradiolbenzoat ist eine synthetische Verbindung aus der Stoffklasse der Steroidhormone. Es ist der Ester des natürlich vorkommenden weiblichen Sexualhormons Estradiol mit Benzoesäure.

## Geschichte
Estradiolbenzoat ist eins der ersten künstlichen Estrogene, die als Arzneimittel auf den Markt kamen. Es wurde von der Firma Schering entwickelt und ab 1933 unter dem Markennamen  Progynon-B verkauft.

## Gewinnung und Darstellung
Die Synthese erfolgt durch die Reduktion von Estron zu Estradiol und die Umsetzung mit Benzoylchlorid in Kaliumhydroxid.

## Eigenschaften

### Physikalische Eigenschaften
- Es handelt sich um ein weißes, kristallines, geruchloses Pulver.[4]
- Schmelzpunkt: 191–196 °C[4]
- Drehwert: [α]D25 = +57 bis +63 in 1,4-Dioxan[4]
- UV: 230 nm[4]

### Chemische Eigenschaften
Estradiolbenzoat ist eine chirale Verbindung und besitzt fünf Stereozentren.

### Pharmakologische Eigenschaften
Für die estrogene Wirkung natürlicher und synthetischer Estrogene sind das C-18-Steroidgerüst mit dem aromatischen A-Ring und die Hydroxyfunktionen am C-17 und am C-3 verantwortlich. Durch die Veresterung einer oder beider Hydroxygruppen wird eine verlängerte Wirksamkeit erreicht. Nach oraler Gabe unterliegt Estradiolbenzoat einem hohen, mit dem von Estradiol vergleichbaren, First-Pass-Effekt von über 80 %. Estradiolester eignen sich jedoch für die intramuskuläre oder subkutane Gabe. Aus öligen Lösungen werden sie langsam resorbiert und verzögert abgebaut.

## Verwendung
Estradiolester werden für die Hormonersatztherapie während der Menopause verwendet. Ferner wird es als Haarspiritus zur lokalen Behandlung der Kopfhaut bei androgenetisch bedingtem Haarausfall eingesetzt.
Außerdem diente Estradiolbenzoat in der Veterinärmedizin (Tiermedizin) zur Trächtigkeitsunterbrechung bei unerwünscht gedeckten Hündinnen und zur Behandlung der Prostatahyperplasie beim Rüden. Es wird außerdem illegal zur Gewichtszunahme bei der Ochsenmast verwendet.
In den USA gibt es keine zugelassenen Medikamente.

## Nachweis
Estradiolbenzoat kann durch Gaschromatographie mit Massenspektrometrie-Kopplung identifiziert werden, wobei die m/z-Peaks bei 105, 77 und 376 liegen.